# Eclipse (cavallo)
Eclipse (1 aprile 1764 - 26 febbraio 1789) è stato un cavallo da corsa britannico, discendente da Godolphin Arabian e da Regulus, per linea materna e da Darley Arabian per parte paterna, che restò imbattuto per tutta la sua carriera.
Nacque il 1º aprile 1764 nel corso di una eclisse solare, da cui derivò il suo nome. Non si conosce il luogo di nascita, ma si tratta probabilmente delle scuderie del principe Guglielmo, duca di Cumberland a Windsor. Era figlio di Marske e di Spiletta. Alla morte del Principe, nel 1765, il cavallo viene venduto per 75 ghinee ad un allevatore di montoni di Smithfield, William Wildman.

## Carriera sportiva
Eclipse iniziò la sua carriera Ippica all'età di 5 anni, il 3 maggio 1769 a Epsom Downs. Si suppone che sia stato in occasione di questa corsa che il capitano Denis O'Kelly utilizza un frase divenuta celebre nel Regno Unito: « Eclipse primo, gli altri inesistenti!» (Eclipse first and the rest nowhere). In quell'epoca, un cavallo che arrivava a più di 240 yard dal primo era considerato come  "inesistente". Eclipse vinse la gara con grande vantaggio sugli altri, e ciò avrebbe permesso al Capitano O'Kelly di vincere la metà del cavallo (altre fonti dicono che avrebbe acquistato la sua metà per 650 ghinee). Il fantino che ha montato il cavallo nella maggior parte delle corse fu John Oakley, che probabilmente era il solo che poteva interpretare il temperamento dell'animale, che aveva la particolarità di correre con la testa molto bassa ed il naso vicino al suolo.
Eclipse vinse le 18 corse cui partecipò, surclassando sempre gli altri concorrenti.

## Riproduzione
Nel 1771, Eclipse si ritira dalle competizioni per mancanza di concorrenti, infatti più nessuno osava affrontarlo. Inizia quindi la sua carriera di stallone. Genererà tra 325 e 400 puledri, a seconda delle fonti (344 è il numero dato per maggiormente probabile) tra cui alcune celebrità come: Young Eclipse, Saltram, Volunteer, Sergeant, Pot-8-os, King Fergus, Mercury, Joe Andrews, Dungannon, Alexander, Don Quixote e Pegasus. Il Royal Veterinary College di Londra ha determinato che circa l'80 % dei purosangue inglese attuali hanno Eclipse nel loro pedigree (altre fonti arrivano fino al 95 %).

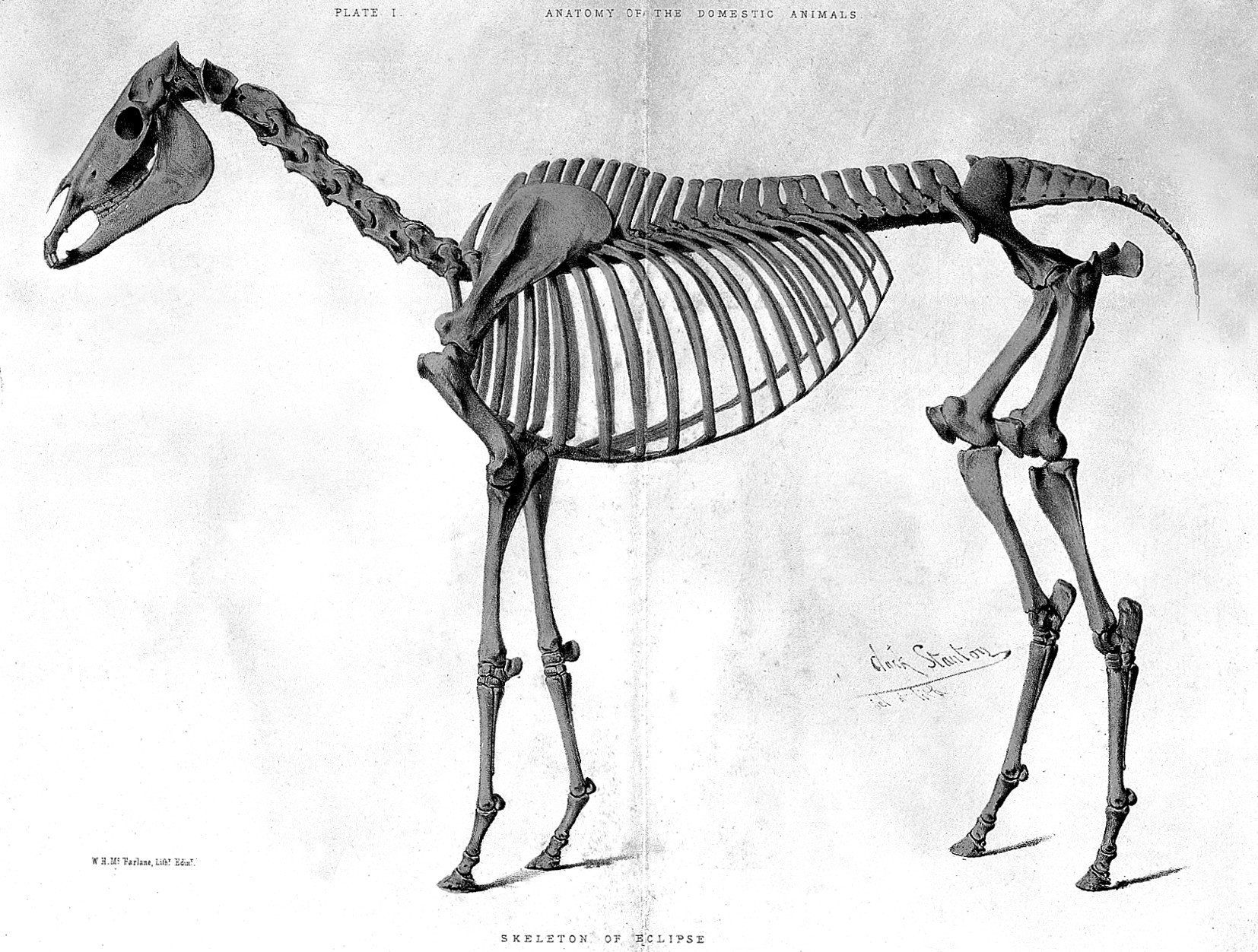
Presunto scheletro di Eclipse.

Eclipse morì di coliche il 26 febbraio 1789 a 24 anni. Il suo scheletro è esposto al Jockey Club Museum a Newmarket, anche se non è certo che quello esposto sia proprio il suo. I suoi zoccoli sono stati trasformati in calamai, ma anche qui, sembra ci siano stati problemi, in quanto ne esistono almeno 5, (fatto strano per un quadrupede!). I crini della sua coda sono stati utilizzati come elementi decorativi.

## Pedigree
| Eclipse | Padre: Marske nato nel 1750    | Nonno paterno: Squirt                       | Bisnonno paterno1: Bartlet's Childers | Trisnonno paterno1.1: Darley Arabian\|             |
| Eclipse | Padre: Marske nato nel 1750    | Nonno paterno: Squirt                       | Bisnonno paterno1: Bartlet's Childers | Trisnonna paterna1.1: Berry Leedes\|               |
| Eclipse | Padre: Marske nato nel 1750    | Nonno paterno: Squirt                       | Bisnonna paterna1: Snake Mare         | Trisnonno paterno1.2: Snake*                       |
| Eclipse | Padre: Marske nato nel 1750    | Nonno paterno: Squirt                       | Bisnonna paterna1: Snake Mare         | Trisnonna paterna1.2: Grey Wilkes                  |
| Eclipse | Padre: Marske nato nel 1750    | Nonna paterna: Blacklegs Mare               | Bisnonno paterno2: Blacklegs          | Trisnonno paterno2.1: Hutton's Bay Turk            |
| Eclipse | Padre: Marske nato nel 1750    | Nonna paterna: Blacklegs Mare               | Bisnonno paterno2: Blacklegs          | Trisnonna paterna2.1: Coneyskins Mare              |
| Eclipse | Padre: Marske nato nel 1750    | Nonna paterna: Blacklegs Mare               | Bisnonna paterna2: Bay Bolton Mare    | Trisnonno paterno2.2: Bay Bolton                   |
| Eclipse | Padre: Marske nato nel 1750    | Nonna paterna: Blacklegs Mare               | Bisnonna paterna2: Bay Bolton Mare    | Trisnonna paterna2.2: Fox Cub Mare                 |
| Eclipse | Madre: Spilletta nata nel 1749 | Nonno materno: Regulus                      | Bisnonno materno1: Godolphin Arabian  | Trisnonno materno1.1: ?                            |
| Eclipse | Madre: Spilletta nata nel 1749 | Nonno materno: Regulus                      | Bisnonno materno1: Godolphin Arabian  | Trisnonna materna1.1: ?                            |
| Eclipse | Madre: Spilletta nata nel 1749 | Nonno materno: Regulus                      | Bisnonna materna1: Grey Robinson      | Trisnonno materno1.2: Bald Galloway                |
| Eclipse | Madre: Spilletta nata nel 1749 | Nonno materno: Regulus                      | Bisnonna materna1: Grey Robinson      | Trisnonna materna1.2: Sorella di Old Country Wench |
| Eclipse | Madre: Spilletta nata nel 1749 | Nonna materna: Mother Western nata nel 1731 | Bisnonno materno2: Easby Snake        | Trisnonno materno2.1: Snake*                       |
| Eclipse | Madre: Spilletta nata nel 1749 | Nonna materna: Mother Western nata nel 1731 | Bisnonno materno2: Easby Snake        | Trisnonna materna2.1: Akaster Turk mare            |
| Eclipse | Madre: Spilletta nata nel 1749 | Nonna materna: Mother Western nata nel 1731 | Bisnonna materna2: Old Montagu mare   | Trisnonno materno2.2: Old Montagu                  |
| Eclipse | Madre: Spilletta nata nel 1749 | Nonna materna: Mother Western nata nel 1731 | Bisnonna materna2: Old Montagu mare   | Trisnonna materna2.2: Hautboy mare (Family: 12)    |

- Eclipse discendeva sia per il ramo paterno che per quello materno da Snake, si trattava quindi di un Inincrocio.